# Ocupação do Ruhr

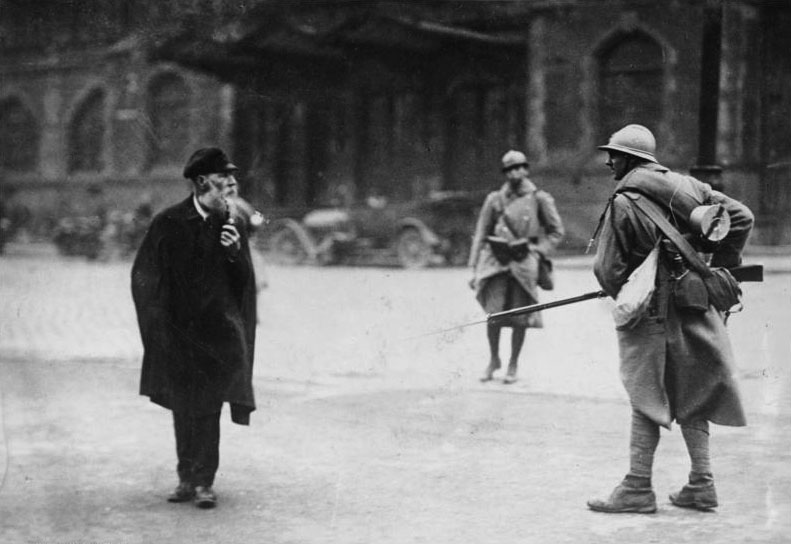
Soldados franceses e um civil durante a ocupação do Ruhr.

A ocupação do Ruhr entre 11 de janeiro de 1923 e 25 de agosto de 1925 pelas tropas francesas e belgas, foi a resposta para a incapacidade da República de Weimar, liderada por Wilhelm Cuno, de cumprir o pagamento das reparações pela Primeira Guerra Mundial estabelecidas pelo Tratado de Versalhes.

## Situação anterior
Após tentativas frustradas dos ingleses e americanos para estabelecer maiores garantias de segurança para a Alemanha no final da Primeira Guerra Mundial, a França tentou inclinar a balança económica mais em seu favor, exigindo que a Alemanha pagasse uma compensação maior, algo que inicialmente, o Reino Unido apoiou, reconsiderando posteriormente. John Maynard Keynes, um economista no período após a Primeira Guerra Mundial, sugeriu que se a Alemanha fosse "aleijada", o Reino Unido, o seu segundo maior parceiro comercial, sofreria as consequências. Assim, os britânicos propuseram que a Alemanha pagasse um maior número de ações de pequenas quantidades de 33 000 milhões da dívida.

## Invasão

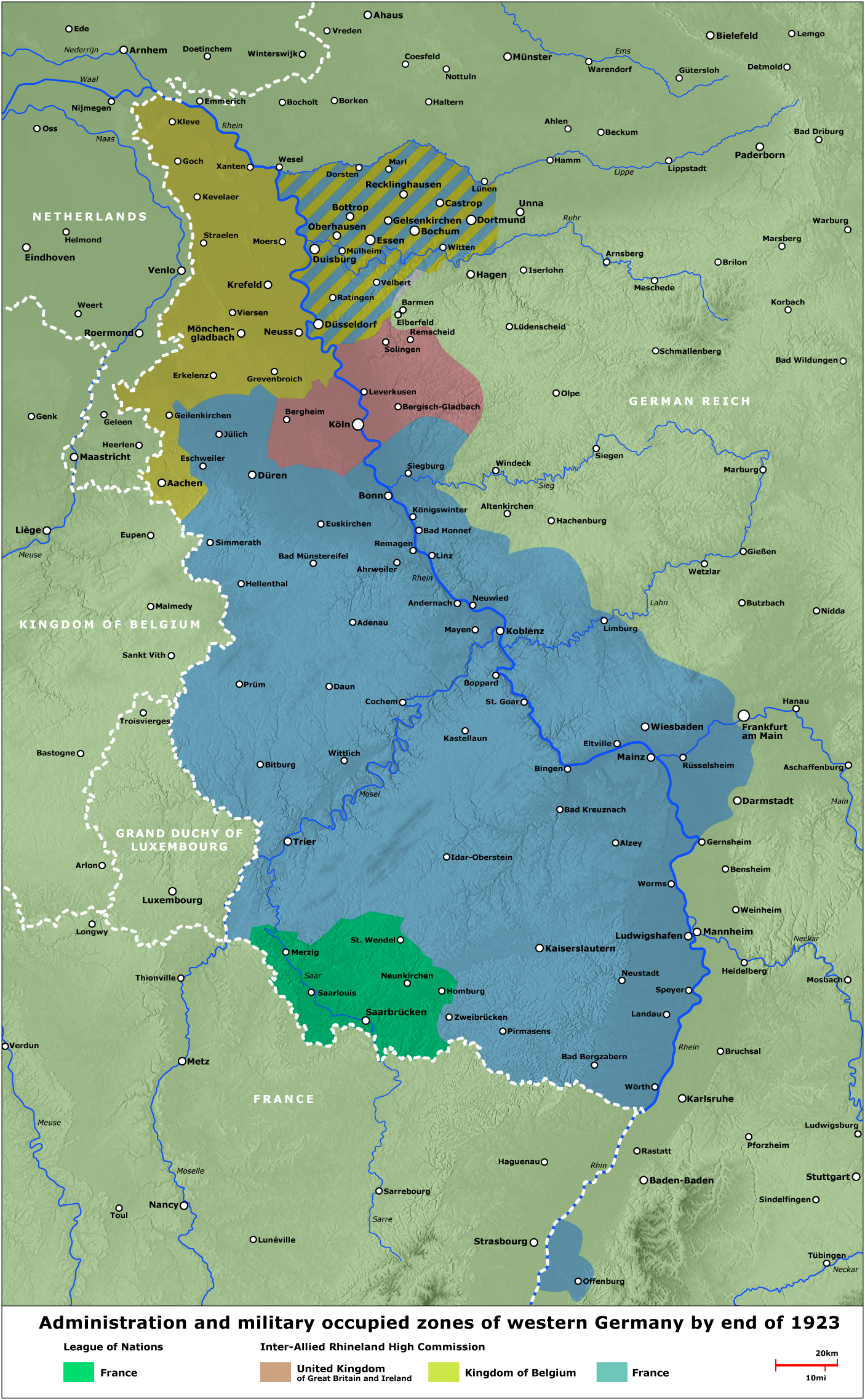
Zonas ocupadas em finais de 1923.
Sarre, administrado pela França e pela Liga das Nações.
França
Bélgica
Reino Unido

Iniciado pelo primeiro-ministro francês Raymond Poincaré, com colaboração belga, a invasão ocorreu em 11 de janeiro de 1923 para ocupar o centro da produção alemã de carvão, ferro e aço localizado no Vale do Ruhr. A França espera receber o dinheiro que a República de Weimar lhe devia. A França era rica em ferro enquanto a Alemanha era em carvão. Cada estado queria ter livre acesso a esses recursos escassos, tendo em conta que estes dois produtos valiam mais juntos do que separados. Este problema foi resolvido décadas mais tarde com a Comunidade Europeia do Carvão e do Aço.
A ocupação foi recebida com uma campanha de resistência não violenta e alguns incidentes de sabotagem que os nazistas mais tarde exageram, criando um mito generalizado da resistência armada. Dado o colapso econômico, com desemprego enorme e hiperinflação, greves foram canceladas em setembro de 1923 pelo novo governo de coalizão formado por Gustav Stresemann, que foi seguido pela declaração de estado de emergência. No entanto, a instabilidade social cresceu, com rebeliões e tentativas de golpe de Estado contra a República de Weimar, incluindo a falha do Putsch de Munique de Adolf Hitler.
Em outubro de 1923, a República do Reno foi proclamada em Aachen. Gustav Stresemann se tornou chanceler e lançou a política de "fulfillment" para cumprir as obrigações de pagamento, o que ajudou a normalizar a situação e permitiu a retirada das tropas ocupantes em 1925.
Internacionalmente, a ocupação provocou um aumento da simpatia pela Alemanha, mas a Liga das Nações não tomou nenhuma ação, porque a ocupação era legal de acordo com a assinatura do Tratado de Versalhes. Os franceses, com seus próprios problemas econômicos finalmente aceitaram em 1924 o Plano Dawes - uma resposta internacional para lidar com a crise econômica na Alemanha - e retirou-se das áreas ocupadas em julho e agosto de 1925. As últimas tropas francesas evacuaram Düsseldorf, Duisburg e do importante porto de Duisburg-Ruhrort em 25 de agosto de 1925, pondo fim à ocupação.
Do ponto de vista francês, a operação foi um fracasso: contribuirá para a passividade francesa à reocupação da Renânia em 1936, no entanto, claramente contrária ao Tratado de Versalhes. Na Alemanha, o ressentimento gerado pela ocupação aumentou as hostilidades da população alemã contra os Aliados, fazendo aumentar a popularidade de movimentos de extrema-direita, como os nazistas.